# Lhanbryde
Lhanbryde, schottisch-gälisch: Lann Brìghde, ist eine Ortschaft in der schottischen Council Area Moray. Sie liegt unweit des Südufers des Moray Firth, rund fünf Kilometer östlich von Elgin und 85 Kilometer nordwestlich von Aberdeen.
Die A96, die Inverness mit Aberdeen verbindet, tangiert die Ortschaft und bindet sie an das Fernstraßennetz an. Im Jahre 1961 wurden in Lhanbryde 525 Einwohner gezählt. In den folgenden 40 Jahren stieg die Einwohnerzahl auf 1998 an. Zuletzt wurden 2026 Personen im Jahre 2011 verzeichnet.
In Lhanbryde sind drei Bauwerke aus der höchsten schottischen Denkmalkategorie A verzeichnet. Hierzu zählt die Innes Enclosure auf dem Alten Friedhof. Das Tower House Coxton Tower stammt aus dem frühen 17. Jahrhundert. Es wurde für Robert Innes of Invermarkie und Alexander Innes of Coxton erbaut. Das Wohngebäude Pittensair wurde im Jahre 1735 von dem Steinmetz James Ogilvie erbaut. Er bewohnte es selbst.